# Vulkanismus am nördlichen Oberrheingraben
Als Vulkanismus am nördlichen Oberrheingraben werden die vulkanischen Relikte und Erscheinungen kretazisch-paläogenen Alters in der oberrheinischen Tiefebene und den angrenzenden Randgebieten von Pfälzer Wald, Odenwald, Taunus und Spessart zusammengefasst, die sich in dem Abschnitt nördlich von Karlsruhe finden. In der Literatur wird auch von einem Vulkangebiet Odenwald, Spessart und Taunus gesprochen.
Die heute erkennbaren vulkanischen Bildungen sind meist nur wenig umfangreich und liegen geographisch oft isoliert. Die vulkanische Aktivität, die zur Bildung dieser Gesteine führte, wird mit der Frühphase der Bildung des Oberrheingrabens in Zusammenhang gebracht.

## Erscheinungsformen im Gelände
Im Bereich der den Oberrheingraben umgebenden Mittelgebirge sind erodierte Schlote häufig, die manchmal als Härtlinge aus dem weicheren Nebengestein herausragen, z. B. am Otzberg oder am Katzenbuckel, häufig aber auch topographisch völlig unauffällig sind. Weniger häufig sind vulkanische Gänge. Im eigentlichen Oberrheingraben selbst sind Vorkommen vulkanischer Gesteine unter jüngeren Sedimentablagerungen verborgen und wurden bisher nur durch Zufall (bei Bohrungen) entdeckt. Ausnahmen bilden die Vorkommen auf dem Niersteiner bzw. Sprendlinger Horst, wo Schollen des Untergrundes herausgehoben wurden und die Oberfläche erreichen. Auf dem Sprendlinger Horst findet sich etwa das Maar von Messel, welches durch seine sedimentäre Füllung und die darin erhaltenen Fossilien Berühmtheit erlangt hat, jedoch nicht unmittelbar als vulkanische Bildung erkennbar ist.
Nur durch Bohrungen bzw. als Xenolithe nachweisbar sind Gesteine eines „Vorläufers“ des Vogelsberges mit einem Schlot bei dem Ort Bellmuth und Förderspalten im Raum Ranstadt in der Wetterau, der in der Folgezeit durch Erosion bis in das subvulkanische Niveau abgetragen wurde.

## Alter des Vulkanismus
Die vorliegenden Datierungen der einzelnen Vorkommen belegen einen frühen Beginn der vulkanischen Aktivität in diesem Bereich, lange vor der Bildung des eigentlichen Grabenbruchs. Die mit 83 Millionen Jahren älteste Datierung bezieht sich auf ein kleines Vorkommen von Basalt im Spessart. Die ältesten vulkanischen Gesteine des Katzenbuckels im südlichen Odenwald werden auf etwa 70 Mio. Jahre datiert. Ein vergleichbares Alter zwischen 70 und 65 Mio. Jahren wurde für einige Vorkommen von Trachyt auf dem Sprendlinger Horst bestimmt. Auch die Gesteine des „Vogelsberg-Vorläufers“ haben ein entsprechendes Alter. Alle diese Vorkommen weisen somit noch ein Oberkreide-Alter auf. Im Paläogen findet sich dann eine gewisse Häufung von Gesteinsaltern für das Paläozän bzw. Eozän; daneben finden sich jüngere Vorkommen bis zum großflächigen Einsetzen des jüngeren Vulkanismus im Vogelsberg und der Rhön, das im Wesentlichen im Neogen erfolgte. Ein Vorkommen von basaltischem Tuff bei Bermbach nahe Idstein im Taunus wurde mit nur 3,5 Mio. Jahren in das Pliozän datiert.

## Petrographie
Die häufigsten Gesteine dieser Vorkommen sind Basalt, Basanit und Foidit. Zu letzteren gehört unter anderem der bekannte Sanidinnephelinit des Katzenbuckels. Teilweise sind diese Gesteine auch als Limburgit ausgebildet. Daneben treten vereinzelt Trachyt und mit einem einzigen Vorkommen (der Rückersbacher Schlucht im Spessart) Phonolith auf. Ebenfalls nur an wenigen Stellen finden sich auch Pyroklastika (Tuffe) basaltischer, basanitischer oder foiditischer Zusammensetzung.

## Wirtschaftliche Bedeutung
Vulkanische Gesteine wurden an vielen Stellen gebrochen, doch gestattete die Kleinräumigkeit der Vorkommen meist keine Gewinnung in großem Maßstab.
Am Main treten in der Gegend von Aschaffenburg bis Obernburg am Main im Zusammenhang mit den vulkanischen Bildungen Vererzungen mit Eisenerz auf, die an die Kontaktzone der Vulkanite mit dem Nebengestein gebunden waren und in kleinen Gruben und Bergwerken abgebaut wurden. Der Name des Obernburger Stadtteils Eisenbach geht auf diesen alten Bergbau zurück. Allerdings kam die Förderung dieser Erze bereits im neunzehnten Jahrhundert weitgehend zum Erliegen; teilweise wurde in den alten Gruben danach noch Basalt gefördert.

## Abgrenzung zum permischen Vulkanismus
Im nördlichen Abschnitt des beschriebenen Gebietes finden sich teilweise in enger Nachbarschaft zu den kretazisch-paläogenen Vulkaniten auch solche aus dem Perm. Es handelt sich dabei um meist alterierte Basalte („Melaphyre“, etwa am Kaiserlei-Felsen bei Frankfurt am Main) oder Rhyolithe („Porphyre“, z. B. bei Groß-Umstadt im Odenwald oder Sailauf im Spessart). Diese Gesteine werden – obwohl vulkanischen Ursprungs – nicht unter den Oberbegriff „Vulkanismus im nördlichen Oberrheingraben“ gefasst, sondern sind Produkte einer wesentlich älteren vulkanischen Aktivität nach Abschluss der variszischen Gebirgsbildung am Rande der Saar-Saale-Senke.